# هارولد روزنبرغ (رياضياتي)
هارولد روزنبرغ (بالإنجليزية: Harold Rosenberg)‏ هو رياضياتي أمريكي، ولد في 1938 في نيويورك في الولايات المتحدة.